# Sobrio

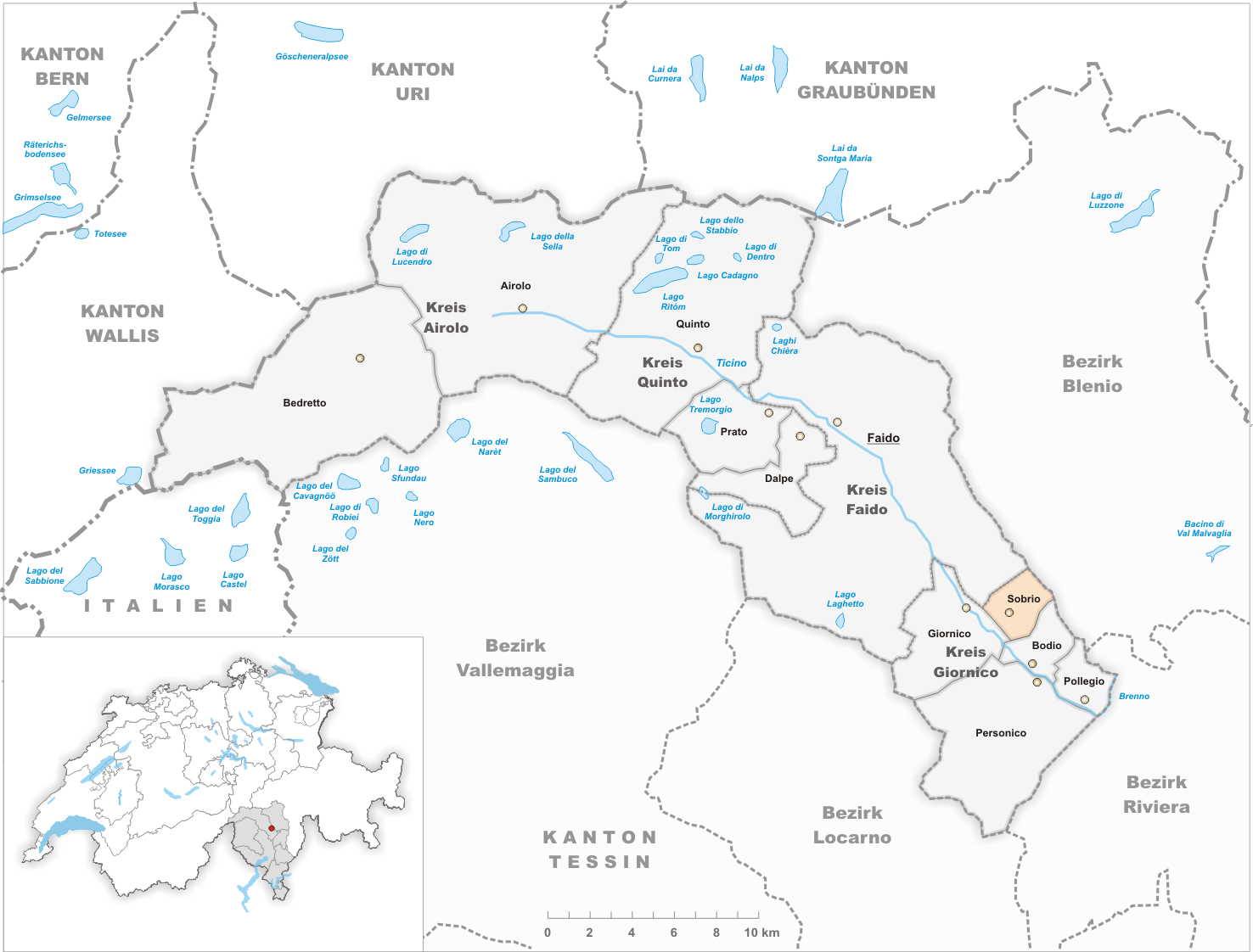
Gemeindestand am 9. April 2016 vor der Fusion

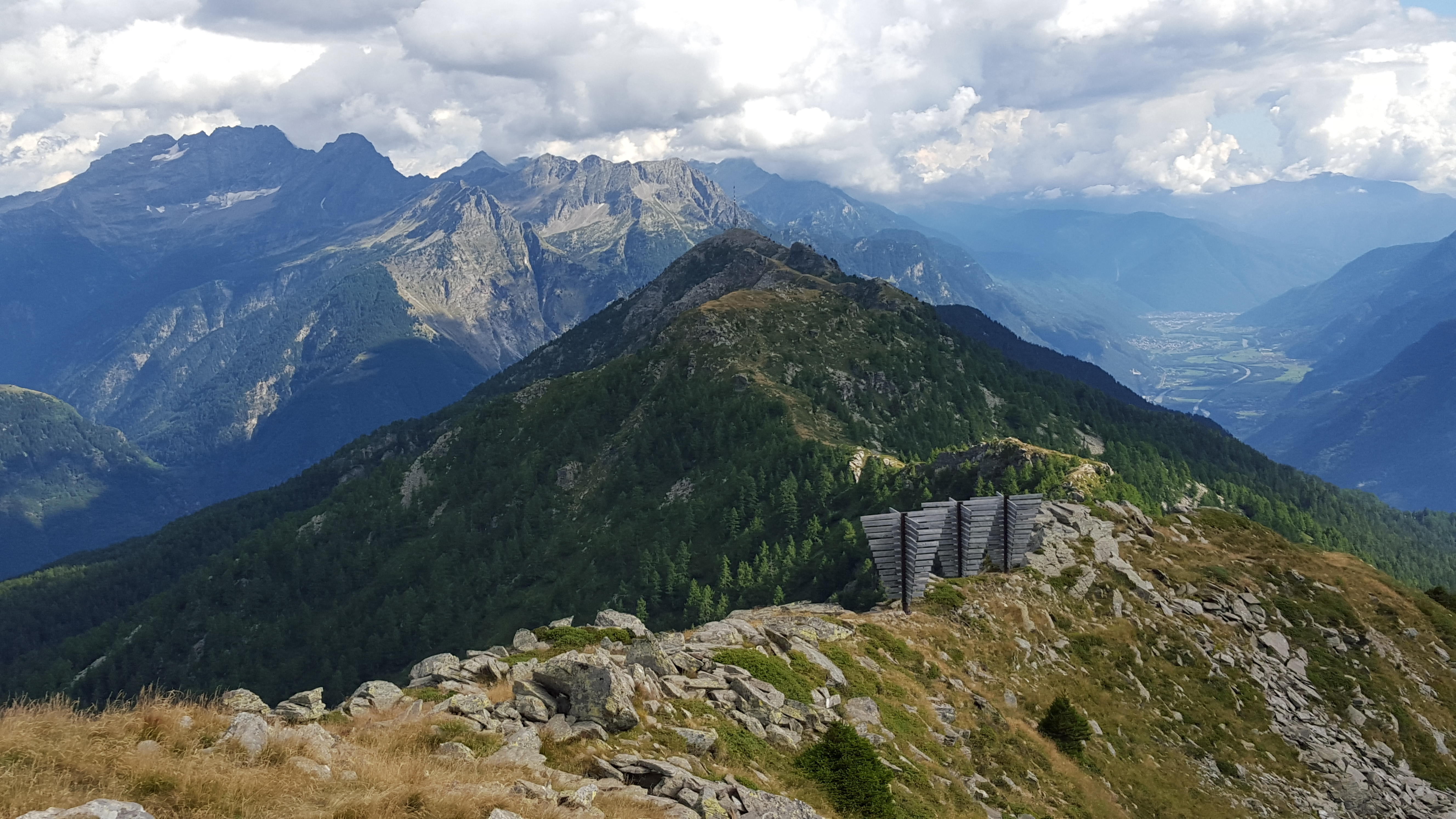
Berg Matro

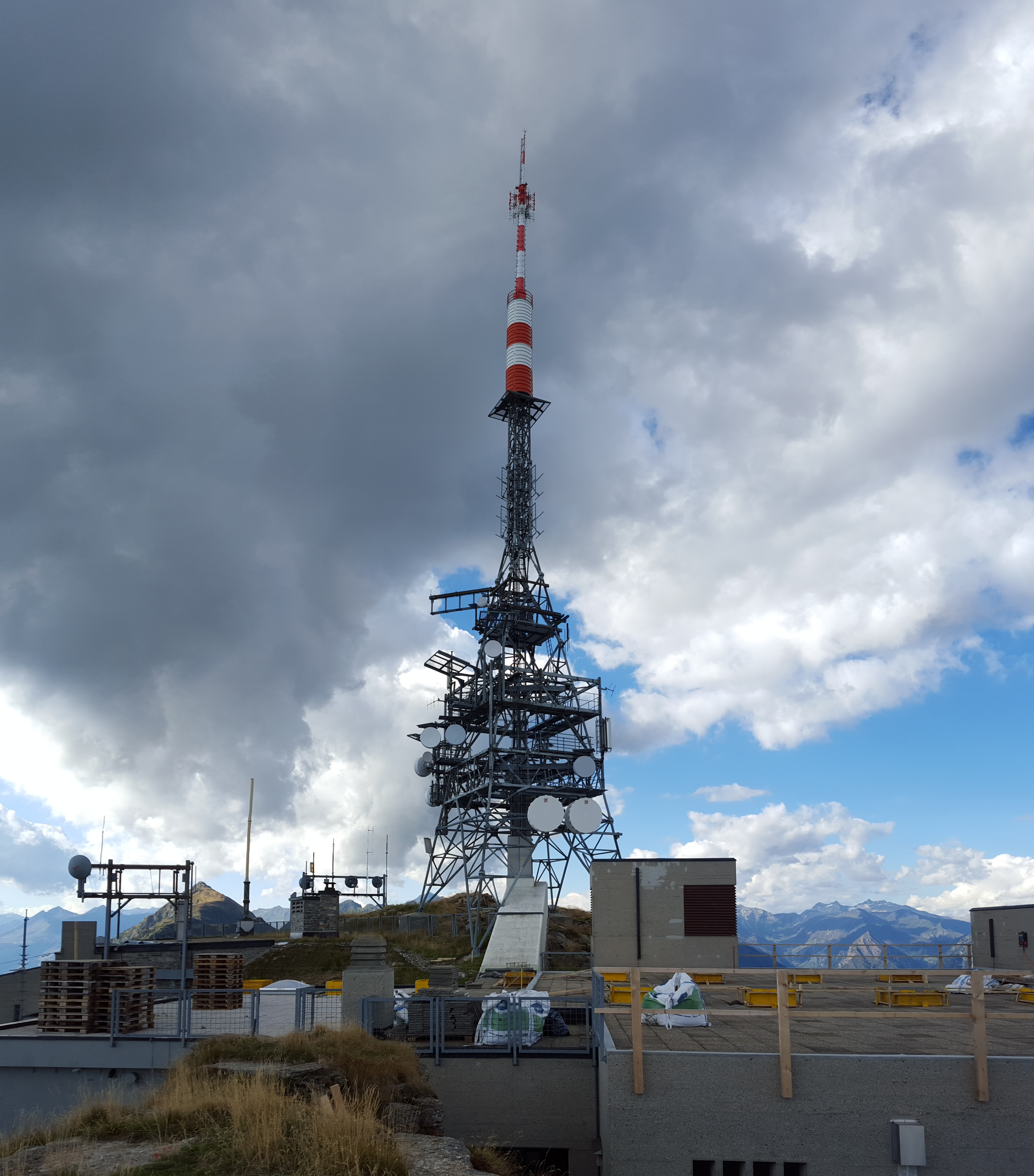
Sendeturm auf dem Matro

Sobrio ist ein Ortsteil der Gemeinde Faido im Schweizer Kanton Tessin. Bis 2016 bildete es eine eigenständige politische Gemeinde im Kreis Giornico.

## Geographie
Der kleine Bergort Sobrio liegt auf einer Terrasse am linken Hang des Valle Leventina am Westfuss des Matro (2172 m ü. M.) und besteht aus den zwei Ortsteilen Vili und Ronzano. Zwischen den zwei Weilern liegt die Pfarrkirche von Sankt Lorenzo.
Sobrio liegt an der Strada Alta. Zusammen mit Anzonico, Calonico und Cavagnago bildet Sobrio die sogenannte Traversa.

## Geschichte
Eine erste Erwähnung findet das Dorf im Jahre 1225 als Sourio.
Im Frühling 2004 haben die Einwohner von Sobrio in einer Volksabstimmung die Fusion ihrer Gemeinde mit dem Bezirkshauptort Faido verworfen. Die neue Gemeinde hätte aus der Fusion der Gemeinden Anzonico, Calonico, Calpiogna, Campello, Cavagnago, Chiggiogna, Faido, Mairengo, Osco, Rossura und Sobrio entstehen sollen. Das Projekt wurde nur von den Gemeinden Faido, Chiggiogna, Rossura und Cavagnago angenommen. Ein Teil der Einwohner von Sobrio wollte lieber mit den Gemeinden Giornico, Bodio, Pollegio und Personico der unteren Leventina fusionieren. Wegen der hochgelegenen Lage ist Sobrio jedoch direkt nur von Lavorgo her auf der Strasse erreichbar, nicht jedoch von den Gemeinden der unteren Leventina. Am 10. April 2016 fusionierte Sobrio mit Faido.
Sobrio bildet aber nach wie vor eine eigenständige Bürgergemeinde.

## Bevölkerungsentwicklung
1567 wurden in Sobrio 40 Feuerstätten gezählt.
Einwohnerzahlen: Volkszählungsdaten
Die Bevölkerung wuchs bis zum Höchststand um das Jahr 1836 kontinuierlich an. Ab Mitte des 19. Jahrhunderts war eine starke Entvölkerung wegen Auswanderung nach Übersee und Abwanderung in die städtischen Zentren zu verzeichnen, ehe um das Jahr 1970 ein Tiefststand erreicht wurde. In den darauffolgenden 10 Jahren stieg die Einwohnerzahl deutlich, bevor sie sich ab den 1990er-Jahren zwischen 70 und 80 Bewohnern einpendelte.

## Sehenswürdigkeiten
Das Dorfbild von Sobrio-Ronzano ist im Inventar der schützenswerten Ortsbilder der Schweiz (ISOS) als schützenswertes Ortsbild der Schweiz von nationaler Bedeutung eingestuft.
- Pfarrkirche San Lorenzo[6][7] (1369)[8]
- Oratorium San Rocco, erbaut 18. Jahrhundert mit Gemälden des Malers Tommaso Calgari aus Osco[6]
- Oratorium Santissimo Crocefisso im Ortsteil Ronzano (18. Jahrhundert)[6]
- Freskol’Annunciazione (16. Jahrhundert) in einer Betkapelle[6]
- La Canonica (Pfarrhaus) (1688)[6]
- Friedhof[6].

## Persönlichkeiten
- Angelo Cappuccio (* 20. August 1855 in Sobrio; † 7. Oktober 1918 in Mailand), Kupferstecher, Direktor des Stahlstichbureaus Johnson in Mailand[9]